# گایانه نرسیسیان
گایانه هراندی نرسیسیان (ارمنی: Գայանե Հրանտի Ներսիսյան؛ زاده ۵ ژانویهٔ ۱۹۴۹) یک خواننده اهل ارمنستان است. وی از سال میلادی تاکنون مشغول فعالیت بوده است.

## زندگی‌نامه
وی در ۵ ژانویهٔ ۱۹۴۹ در ایروان به دنیا آمد و از کالج دولتی موسیقی رومانوس ملیکیان و کنسرواتوار دولتی کومیتاس ایروان، کالج دولتی موسیقی رومانوس ملیکیان و هنرستان موسیقی آلکساندر اسپنداریان فارغ‌التحصیل گشت. وی برنده جوایزی همچون هنرمند افتخاری جمهوری ارمنستان (۲۰۱۱) شد.

## نگارخانه

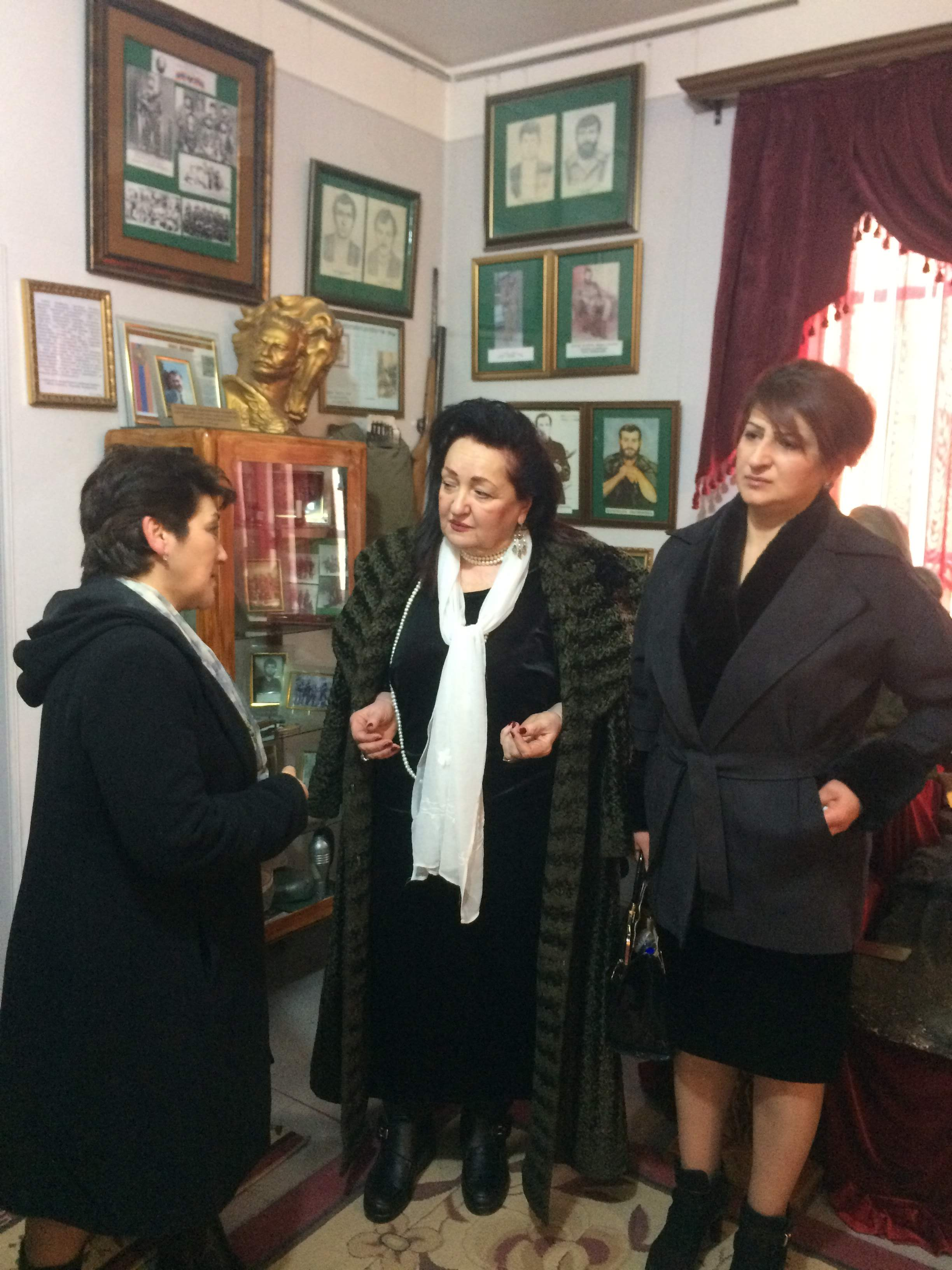
گایانه - آندرانیک
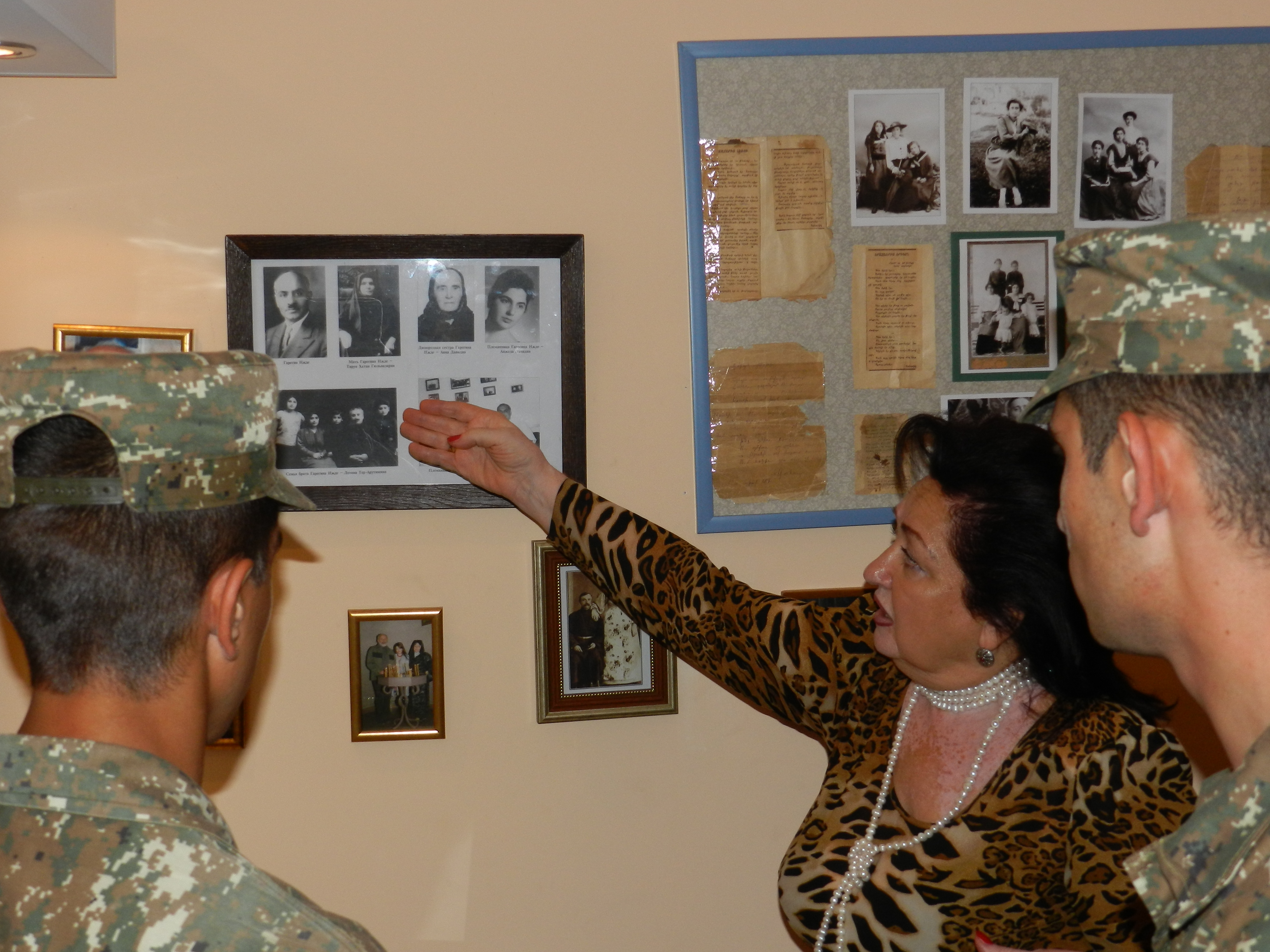
گایانه نرسیسیان، موزه نژده
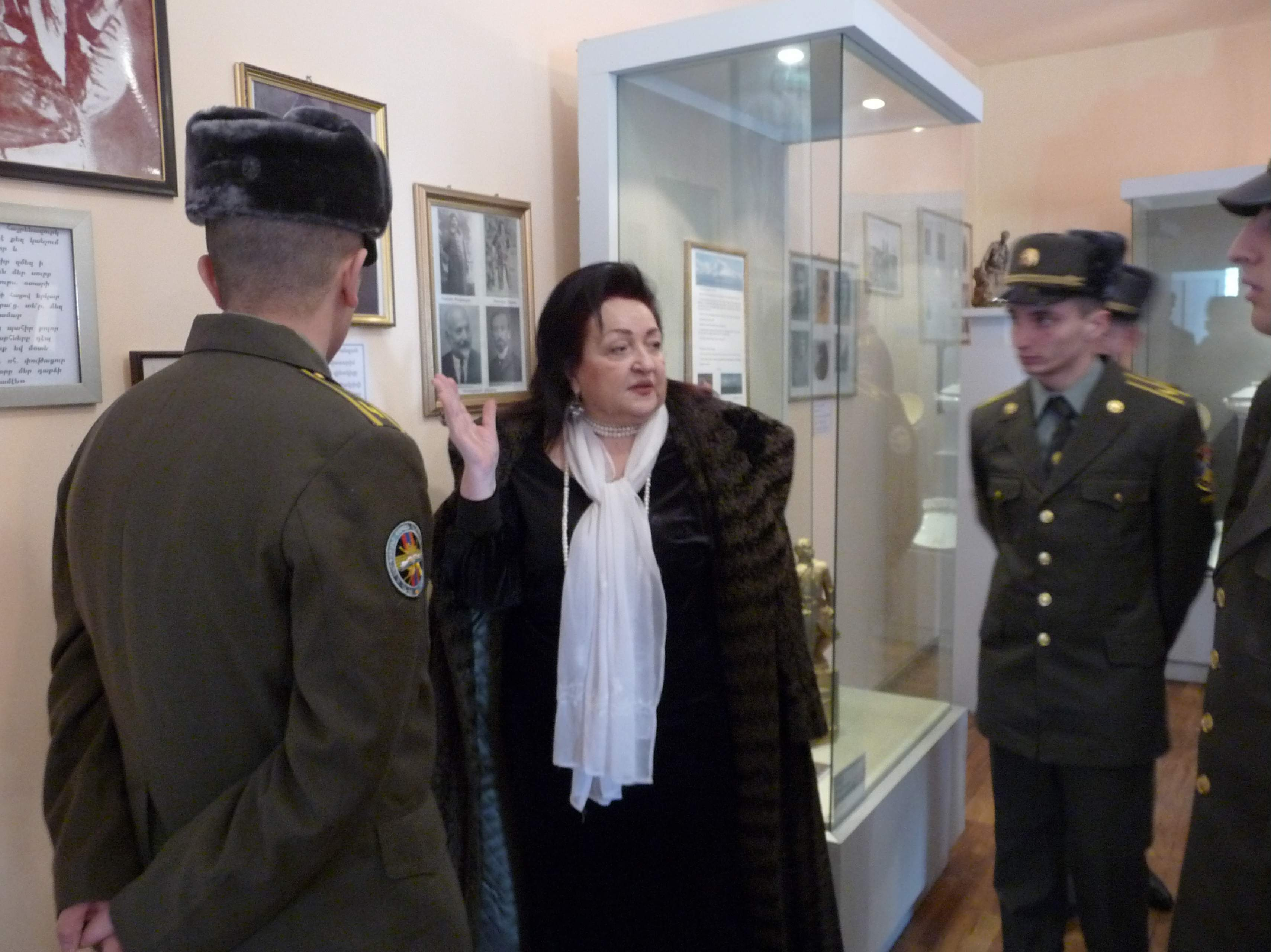
گایانه نرسیسیان همراه دانشجویان دانشکده نظامی

## یادداشت
1. ↑  Music Vocational School named after Alexander Spendiaryan

## جستارهای ویژه
- فهرست خوانندگان ارمنی